# منظمة هيلب لاين الطفل الدولية
منظمة هيلب لاين الطفل الدولي Child Helpline International هي شبكة عالمية تضم 173 خطًا لمساعدة الأطفال في 142 دولة (حتى ديسمبر 2019).

## تاريخها
في عام 1989، استكشف مؤسس منظمة Child Helpline International، جيرو بيليموريا، فكرة إنشاء شبكة عالمية من خطوط مساعدة الأطفال، والتي يمكن أن تقدم المساعدة الفنية لبعضها البعض، وفي البلدان التي ترغب في بدء أو توسيع خطوط المساعدة الخاصة بها. وقد أدى هذا إلى عقد اجتماع في أمستردام في عام 2003 حضره ممثلون عن 49 خط مساعدة للأطفال من مختلف أنحاء العالم. وفي هذا الاجتماع، تم إطلاق منظمة خط مساعدة الطفل الدولية.

## المبدأ والرسالة
إن عمل منظمة هيلب لاين الطفل الدولي يرتكز بشكل راسخ على مبدأ اتفاقية الأمم المتحدة لحقوق الطفل، والتي تسلط الضوء على حقوق الأطفال في الخصوصية والحماية من الأذى.
تتمثل المهمة المعلنة لشبكة خطوط نجدة الأطفال الدولية في توفير منتدى لتبادل المعلومات والدعم المتبادل، والمساعدة في المناصرة والضغط، وتعزيز حقوق الأطفال وخطوط نجدة الأطفال كوسيلة لمساعدة الأطفال، ودعم إنشاء وتطوير خطوط نجدة الأطفال في البلدان التي لا تتوفر فيها مثل هذه الخدمات.

## العمليات
يقع مقر المنظمة في أمستردام، هولندا. المدير التنفيذي لمنظمة خط مساعدة الطفل الدولية هو باتريك كرينز. المنظمة تعتمد على العضوية وتضم 173 عضو في 142 دولة ومنطقة حول العالم (حتى ديسمبر 2018). عام 2015 تلقت خطوط مساعدة الأطفال الأعضاء في منظمة خطوط مساعدة الأطفال الدولية أكثر من 20 مليون اتصال من الأطفال والشباب المحتاجين إلى الرعاية والحماية.

## منصة تبادل المعرفة
أحد الأدوار الرئيسية للشبكة هو توفير منصة لنقل المعرفة بين الأعضاء. أنواع أنشطة تبادل المعرفة هي:
1. التبادل بين الأقران: يتعلم أعضاء الشبكة من بعضهم البعض من خلال الزيارات، ومشاركة الحلول، ومقارنة الخبرات والتجارب.
2. تقييمات الأقران: تقوم المنظمات الأعضاء بمقارنة وتقييم الممارسات الجيدة والحوكمة والعمليات الخاصة بخطوط المساعدة الخاصة بالأطفال الخاصة بها مع الأعضاء الآخرين.
3. التدريبات وورش العمل: تتعلم المنظمات الأعضاء من التدريبات وورش العمل للتأكد من أن كل خط مساعدة للأطفال يظل على اطلاع دائم بالأوقات والاحتياجات المتغيرة ويمتلك المهارات الحديثة
4. المشاورات الدولية والإقليمية: المشاورات الدولية والإقليمية هي فعاليات تقام كل عامين بالتناوب حيث يجتمع الأعضاء والشركاء وأصحاب المصلحة لإيجاد أرضية مشتركة والإبلاغ والتأمل في الخبرات الجماعية من خطوط مساعدة الأطفال القائمة.

## روابط خارجية
- الموقع الرسمي
- تقرير منظمة خط مساعدة الطفل الدولية السنوي لعام 2015